# Barcos fenicios de Mazarrón
Los barcos fenicios de Mazarrón son dos pecios datados del siglo VII antes de Cristo y que fueron hallados en las costas de Mazarrón, Región de Murcia, España. El Mazarrón I fue descubierto en el año 1988, siendo sometido a un proceso de excavación, extracción y restauración desde el año 1993, siendo expuesto en el Museo Nacional de Arqueología Subacuática de Cartagena. No obstante, el Mazarrón II, hallado en 1994 y mejor conservado, permaneció en las aguas protegido por un sarcófago metálico; aunque tras años de estudio, se pretende su extracción para septiembre de 2024.
Asimismo, existe un centro de interpretación de los barcos fenicios ubicado en Mazarrón e inaugurado en junio de 2009.

## Mazarrón I
El barco Mazarrón I fue encontrado en la playa de la Isla del Puerto de Mazarrón gracias a la construcción de un puerto náutico que cambió las corrientes marinas de la playa y dejó al descubierto las estructuras de madera del barco. El hallazgo se produjo por arqueólogos del Museo Nacional de Arqueología Marítima y el Centro Nacional de Investigaciones Arqueológicas Subacuáticas. Entre 1993 y 1995 se realizó el denominado «Proyecto Nave Fenicia» que permitió la documentación y extracción del pecio.
El pecio, hallado a unos 50 m de la orilla y a 2,5 m de profundidad, estaba cubierto por una capa de Posidonia oceanica muerta que había sellado herméticamente el barco, lo que ha permitido su conservación. Sus restos son incompletos, apareció solo la quilla (3,98 m) y restos de cuatro cuadernas unidas a nueve fragmentos de tracas y parte de una de las baras.
Se documentaron más de 8.000 restos cerámicos fenicios (más del 70% de los hallazgos), principalmente restos de ánforas, cazuelas, ollas, platos y vasos. Así como restos pétreos y metálicos como un escarabeo de plata y una punta de lanza (uno de los pocos ejemplares de metalurgia del Bronce Atlántico) encontrados en el Mediterráneo. 
El Mazarrón I posiblemente fue la primera embarcación fenicia localizada en el Mediterráneo perteneciente al siglo VII a. C. Este pecio ayuda a un mejor conocimiento arqueológico de la dinámica de colonización fenicia de las tierras del interior, al mismo tiempo que significa un punto intermedio entre dos de los enclaves feniciopúnicos litorales tradicionalmente documentados por la investigación: Ibiza y Villaricos, excesivamente lejanos entre sí.

## Mazarrón II
El barco Mazarrón II fue descubierto en 1994 por buceadores y se trata del barco antiguo más completo encontrado hasta el momento pues se conserva casi completo desde la proa hasta la popa. Tiene una eslora de 8,10 metros, una manga de 2,25 m y un puntal aproximado de 1,10 metros. En su interior conserva todas la cuadernas de higuera menos una, cosidas con fibra vegetal. Las tracas de pino que forman el casco están unidas por un sistema de espigas y se empleó una fibra vegetal para calafatear las juntas. Su estado de conservación es excelente y se mantiene casi íntegro bajo un sarcófago protector metálico instalado en el año 2000 en el mismo lugar donde fue encontrado.
El Mazarrón II conserva todos los elementos en posición y curvatura originales, a diferencia del Mazarrón I cuyo material se encontraba disperso. La carga de los dos barcos estaba constituido fundamentalmente por bloques de litargirio para la separación de plata y se ha conservado casi íntegramente en el Mazarrón II, con 2.820 kilos. Los restos del Mazarrón II, que fueron extraídos entre octubre de 1999 y enero de 2001, también se componían de un ánfora de cerámica, una espuerta de fibra vegetal con asa de madera, un molino de mano y varios fragmentos de huesos de animales, así como el ancla, de madera y plomo, que se conservaba en perfecto estado y es la primera encontrada de su género. Los cargamentos de ambos barcos se exponen en la actualidad en el Museo Nacional de Arqueología Subacuática en Cartagena.
Tras dos años de meditados estudios, en marzo de 2021 el Ministerio de Cultura y Deporte dio luz verde a la extracción del Mazarrón II para su exposición en el Museo Nacional de Arqueología Subacuática, en un proyecto en el que participará la Unesco.La extracción se producirá en septiembre de 2024 y tendrá una duración de dos meses.

## Galería

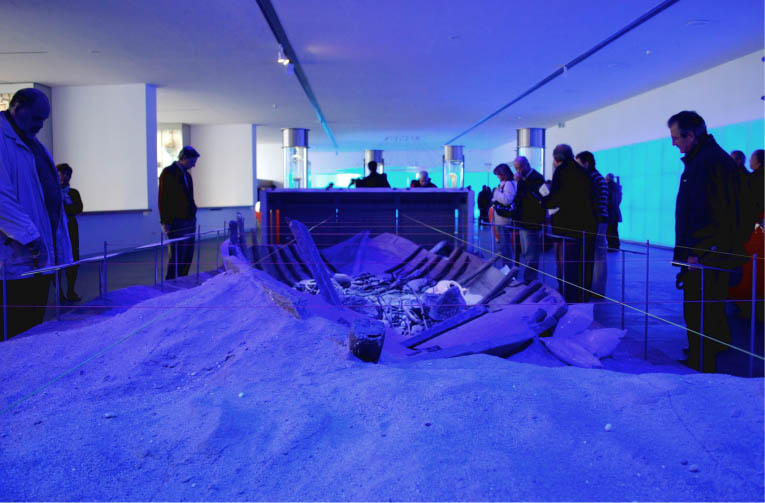
Reconstrucción del pecio fenicio Mazarrón II.
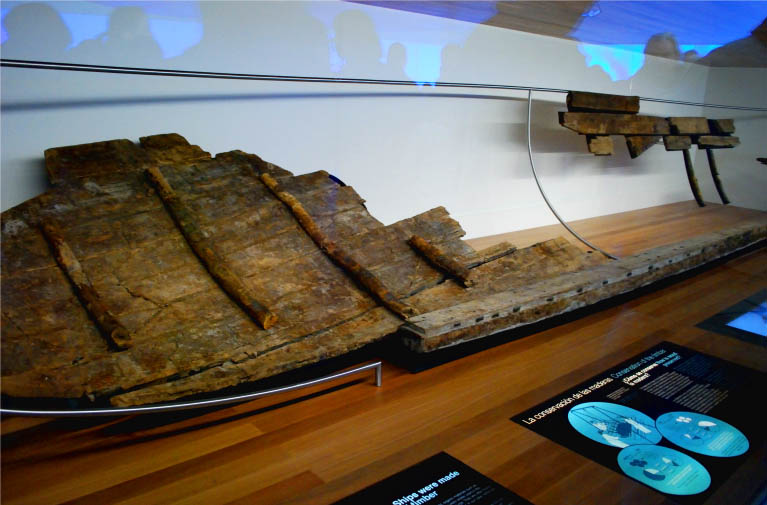
Restos originales del pecio Mazarrón I.
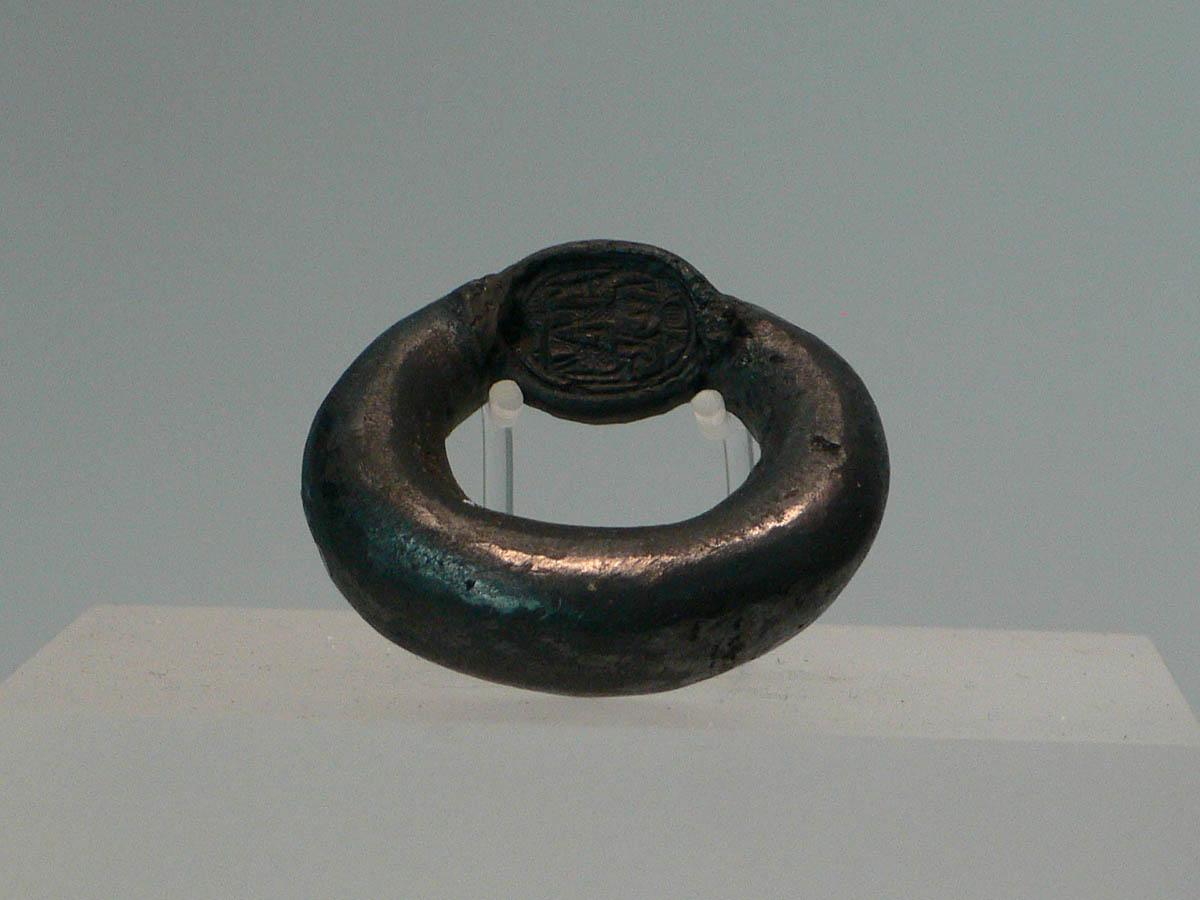
Anillo fenicio procedente del pecio Mazarrón II.
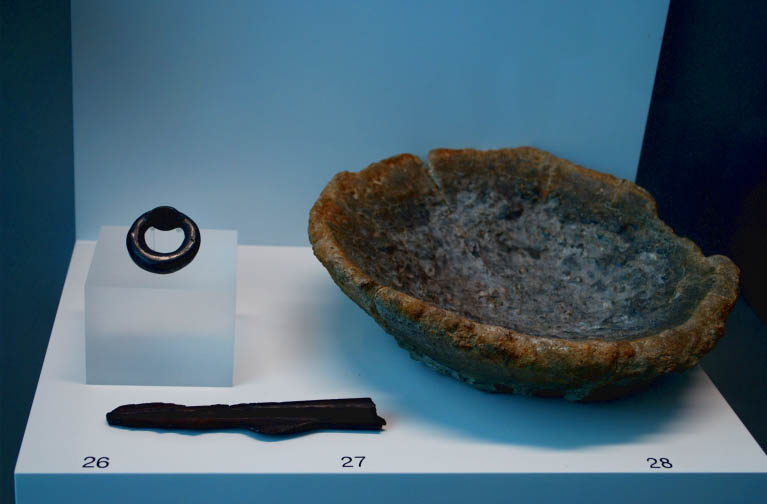
Parte del cargamento del barco fenicio.